# Џорџтаун (Асенсион)
Џорџтаун је главни град острва Асенсион, које је саставни део Британске прекоморске територије Света Јелена, Асенсион и Тристан да Куња. Град је основан 1815. године у западном делу острва. Према попису из 2008. године град има 450 становника.